# Nikolaj Kolesnikov
Nikolaj Kolesnikov, född den 8 september 1953 i Kargalj, Kazakstan, är en sovjetisk friidrottare inom kortdistanslöpning.
Han tog OS-brons på 100 meters-stafetten vid friidrottstävlingarna 1976 i Montréal.